# Saison 2012-2013 de Manchester United
Dernière mise à jour : 19 mai 2013.
Chronologie
Saison précédente Saison suivante
La saison 2012-2013 de Manchester United est la 21e saison du club en Premier League et sa 38e saison consécutive dans la première division du football anglais.
Manchester United a visé un 20e titre de champion d'Angleterre. Il fut également engagé en Ligue des champions et ce pour la 17e année consécutive. De plus, le club a disputé la League Cup ainsi que la FA Cup dès le mois de janvier.
Le 22 avril 2013 en s'imposant 3-0 face à Aston Villa Manchester United est sacré champion d'Angleterre et ce, alors qu'il reste quatre journées à disputer.

## Équipe première

### Effectif
| N°                 | Nat                                                   | Nom               | Date de naissance (Âge) | Depuis          | Matchs          | Buts            | En provenance de     |
| Gardiens de but    | Gardiens de but                                       | Gardiens de but   | Gardiens de but         | Gardiens de but | Gardiens de but | Gardiens de but | Gardiens de but      |
| ------------------ | ----------------------------------------------------- | ----------------- | ----------------------- | --------------- | --------------- | --------------- | -------------------- |
| 1                  | Drapeau de l'Espagne                                  | David de Gea      | 7 novembre 1990         | 2011            | 80              | 0               | Atlético Madrid      |
| 13                 | Drapeau du Danemark                                   | Anders Lindegaard | 13 avril 1984           | 2010            | 26              | 0               | Aalesunds            |
| 40                 | Drapeau de l'Angleterre                               | Ben Amos          | 10 avril 1990           | 2008            | 7               | 0               | Centre de formation  |
| Défenseurs         |                                                       |                   |                         |                 |                 |                 |                      |
| 2                  | Drapeau du Brésil                                     | Rafael            | 9 juillet 1990          | 2008            | 127             | 5               | Centre de formation  |
| 3                  | Drapeau de la France                                  | Patrice Évra      | 15 mai 1981             | 2006            | 334             | 7               | AS Monaco            |
| 4                  | Drapeau de l'Angleterre                               | Phil Jones        | 21 février 1992         | 2011            | 65              | 2               | Blackburn Rovers     |
| 5                  | Drapeau de l'Angleterre                               | Rio Ferdinand     | 7 novembre 1978         | 2002            | 430             | 8               | Leeds United         |
| 6                  | Drapeau de l'Irlande du Nord (drapeau du Royaume-Uni) | Jonny Evans       | 3 janvier 1988          | 2006            | 156             | 5               | Centre de formation  |
| 12                 | Drapeau de l'Angleterre                               | Chris Smalling    | 22 novembre 1989        | 2010            | 85              | 3               | Fulham               |
| 15                 | Drapeau de la Serbie                                  | Nemanja Vidić     | 21 octobre 1981         | 2006            | 264             | 18              | Spartak Moscou       |
| 28                 | Drapeau des Pays-Bas                                  | Alexander Büttner | 11 février 1989         | 2012            | 13              | 2               | Vitesse              |
| —                  | Drapeau du Brésil                                     | Fábio             | 9 juillet 1990          | 2008            | 53              | 2               | Centre de formation  |
| Milieux de terrain |                                                       |                   |                         |                 |                 |                 |                      |
| 7                  | Drapeau de l'Équateur                                 | Antonio Valencia  | 4 août 1985             | 2009            | 146             | 17              | Wigan Athletic       |
| 8                  | Drapeau du Brésil                                     | Anderson          | 13 avril 1988           | 2007            | 167             | 9               | FC Porto             |
| 11                 | Drapeau du pays de Galles                             | Ryan Giggs        | 29 novembre 1973        | 1990            | 941             | 168             | Centre de formation  |
| 16                 | Drapeau de l'Angleterre                               | Michael Carrick   | 28 juillet 1981         | 2006            | 307             | 21              | Tottenham Hotspur    |
| 17                 | Drapeau du Portugal                                   | Nani              | 17 novembre 1986        | 2007            | 212             | 40              | Sporting Portugal    |
| 18                 | Drapeau de l'Angleterre                               | Ashley Young      | 9 juillet 1985          | 2011            | 54              | 8               | Aston Villa          |
| 22                 | Drapeau de l'Angleterre                               | Paul Scholes      | 16 novembre 1974        | 2012            | 718             | 155             | Centre de formation  |
| 23                 | Drapeau de l'Angleterre                               | Tom Cleverley     | 12 août 1989            | 2009            | 47              | 4               | Centre de formation  |
| 24                 | Drapeau de l'Écosse                                   | Darren Fletcher   | 1er février 1984        | 2002            | 312             | 25              | Centre de formation  |
| 25                 | Drapeau de l'Angleterre                               | Nick Powell       | 23 mars 1994            | 2012            | 6               | 1               | Crewe Alexandra      |
| 26                 | Drapeau du Japon                                      | Shinji Kagawa     | 17 mars 1989            | 2012            | 26              | 6               | Borussia Dortmund    |
| Attaquants         |                                                       |                   |                         |                 |                 |                 |                      |
| 10                 | Drapeau de l'Angleterre                               | Wayne Rooney      | 24 octobre 1985         | 2004            | 401             | 197             | Everton              |
| 14                 | Drapeau du Mexique                                    | Javier Hernández  | 1er juin 1988           | 2010            | 117             | 50              | Guadalajara          |
| 19                 | Drapeau de l'Angleterre                               | Danny Welbeck     | 26 novembre 1990        | 2008            | 103             | 19              | Centre de formation  |
| 20                 | Drapeau des Pays-Bas                                  | Robin van Persie  | 6 août 1983             | 2012            | 48              | 30              | Arsenal              |
| 21                 | Drapeau du Chili                                      | Ángelo Henríquez  | 13 avril 1994           | 2012            | 0               | 0               | Universidad de Chile |
| 27                 | Drapeau de l'Italie                                   | Federico Macheda  | 22 août 1991            | 2008            | 36              | 5               | Centre de formation  |
| 33                 | Drapeau du Portugal                                   | Bebé              | 12 juillet 1990         | 2010            | 7               | 2               | Vitória Guimarães    |
| —                  | Drapeau de l'Angleterre                               | Wilfried Zaha     | 10 novembre 1992        | 2013            | 0               | 0               | Crystal Palace       |

### Staff managérial[1]
| Emploi                     | Staff             |
| -------------------------- | ----------------- |
| Entraîneur                 | Sir Alex Ferguson |
| Entraîneur adjoint         | Mike Phelan       |
| Entraîneur de l'équipe pro | René Meulensteen  |
| Entraîneur des gardiens    | Eric Steele       |
| Préparateur physique       | Tony Strudwick    |

Source : http://www.manutd.com

### Tenues
Équipementier : Nike
Sponsor : Aon
| Domicile | Extérieur | Autre |

## Transferts

### Mercato d'été

#### Arrivées
| Numéro | Poste | Joueur            | En provenance de     | Montant        | Date             | Source |
| ------ | ----- | ----------------- | -------------------- | -------------- | ---------------- | ------ |
| 26     | MIL   | Shinji Kagawa     | Borussia Dortmund    | £14 millions   | 1er juillet 2012 | [ 2 ]  |
| 25     | MIL   | Nick Powell       | Crewe Alexandra      | £6,6 millions  | 1er juillet 2012 | [ 3 ]  |
| 20     | ATT   | Robin van Persie  | Arsenal              | £27 millions   | 17 août 2012     | [ 4 ]  |
| 28     | DEF   | Alexander Büttner | Vitesse Arnhem       | £4,4 millions  | 21 août 2012     | [ 5 ]  |
| 21     | ATT   | Ángelo Henríquez  | Universidad de Chile | £4,84 millions | 5 septembre 2012 | [ 6 ]  |

#### Départs
| Numéro | Poste | Joueur           | Destination            | Montant         | Date             | Source |
| ------ | ----- | ---------------- | ---------------------- | --------------- | ---------------- | ------ |
| 30     | DEF   | Ritchie De Laet  | Leicester City         | £1,1 million    | 15 mai 2012      | [ 7 ]  |
| 43     | MIL   | Matty James      | Leicester City         | £1,1 million    | 15 mai 2012      | [ 7 ]  |
| 47     | MIL   | Oliver Norwood   | Huddersfield Town      | £444,400        | 1er juillet 2012 | [ 8 ]  |
| 42     | MIL   | Paul Pogba       | Juventus               | Transfert libre | 1er juillet 2012 | [ 9 ]  |
| 29     | GB    | Tomasz Kuszczak  | Brighton & Hove Albion | Transfer libre  | 1er juillet 2012 | [ 10 ] |
| 51     | DEF   | Zeki Fryers      | Standard de Liège      | Transfert libre | 1er juillet 2012 | [ 11 ] |
| 7      | ATT   | Michael Owen     | Stoke City             | Résilié         | 1er juillet 2012 | [ 10 ] |
| 13     | MIL   | Park Ji-sung     | Queens Park Rangers    | £2,73 millions  | 9 juillet 2012   | [ 12 ] |
| 9      | GB    | Dimitar Berbatov | Fulham                 | £4,4 millions   | 31 août 2012     | [ 13 ] |

##### Prêts
| Numéro | Poste | Joueur       | Destination         | Début            | Fin              | Source |
| ------ | ----- | ------------ | ------------------- | ---------------- | ---------------- | ------ |
| —      | DEF   | Fábio        | Queens Park Rangers | 2 juillet 2012   | 30 juin 2013     | [ 14 ] |
| 40     | GB    | Ben Amos     | Hull City           | 31 juillet 2012  | 3 janvier 2013   | [ 15 ] |
| 37     | MIL   | Robbie Brady | Hull City           | 5 novembre 2012  | 2 janvier 2013   | [ 16 ] |
| 41     | MIL   | Joshua King  | Blackburn Rovers    | 22 novembre 2012 | 31 décembre 2012 | [ 17 ] |

### Mercato d'hiver

#### Arrivées
| Numéro | Poste | Joueur        | En provenance de | Montant         | Date            | Source |
| ------ | ----- | ------------- | ---------------- | --------------- | --------------- | ------ |
| —      | ATT   | Wilfried Zaha | Crystal Palace   | £10,34 millions | 26 janvier 2013 | [ 18 ] |

#### Départs
| Numéro | Poste | Joueur       | Destination      | Montant       | Date           | Source |
| ------ | ----- | ------------ | ---------------- | ------------- | -------------- | ------ |
| 41     | ATT   | Joshua King  | Blackburn Rovers | £1,08 million | 2 janvier 2013 | [ 19 ] |
| 37     | MIL   | Robbie Brady | Hull City        | £2,2 millions | 8 janvier 2013 | [ 20 ] |

##### Prêts
| Numéro | Poste | Joueur           | Destination    | Début            | Fin          | Source |
| ------ | ----- | ---------------- | -------------- | ---------------- | ------------ | ------ |
| 33     | ATT   | Bebé             | Rio Ave        | 1er janvier 2013 | 30 juin 2013 | [ 21 ] |
| 20     | ATT   | Ángelo Henríquez | Wigan Athletic | 2 janvier 2013   | 30 juin 2013 | [ 22 ] |
| 27     | ATT   | Federico Macheda | VfB Stuttgart  | 24 janvier 2013  | 30 juin 2013 | [ 23 ] |
| —      | ATT   | Wilfried Zaha    | Crystal Palace | 26 janvier 2013  | 30 juin 2013 | [ 18 ] |

### Activité globale
| Mercato d'été : £56 840 000 Mercato d'hiver : £10 340 000 Total : £67 180 000 | Mercato d'été : £8 674 400 Mercato d'hiver : £3 280 000 Total : £1 954 400 | Mercato d'été : £48 165 600 Mercato d'hiver : £17 060 000 Total : £65 225 600 |

## Compétitions

### Premier League

#### Classement
| Rang | Équipe              | Pts | J  | G  | N  | P  | Bp | Bc | Diff |
| ---- | ------------------- | --- | -- | -- | -- | -- | -- | -- | ---- |
| 1    | Manchester United   | 89  | 38 | 28 | 5  | 5  | 86 | 43 | +43  |
| 2    | Manchester City T S | 78  | 38 | 23 | 9  | 6  | 66 | 34 | +32  |
| 3    | Chelsea             | 75  | 38 | 22 | 9  | 7  | 75 | 39 | +36  |
| 4    | Arsenal             | 73  | 38 | 21 | 10 | 7  | 72 | 37 | +35  |
| 5    | Tottenham Hotspur   | 72  | 38 | 21 | 9  | 8  | 66 | 46 | +20  |
| 6    | Everton             | 63  | 38 | 16 | 15 | 7  | 55 | 40 | +15  |
| 7    | Liverpool           | 61  | 38 | 16 | 13 | 9  | 71 | 43 | +28  |
| 8    | West Bromwich       | 49  | 38 | 14 | 7  | 17 | 53 | 57 | -4   |
| 9    | Swansea City L      | 46  | 38 | 11 | 13 | 14 | 47 | 51 | -4   |
| 10   | West Ham P          | 46  | 38 | 12 | 10 | 16 | 45 | 53 | -8   |
| 11   | Norwich City        | 44  | 38 | 10 | 14 | 14 | 41 | 58 | -17  |
| 12   | Fulham              | 43  | 38 | 11 | 10 | 17 | 50 | 60 | -10  |
| 13   | Stoke City          | 42  | 38 | 9  | 15 | 14 | 34 | 45 | -11  |
| 14   | Southampton P       | 41  | 38 | 9  | 14 | 15 | 49 | 60 | -11  |
| 15   | Aston Villa         | 41  | 38 | 10 | 11 | 17 | 47 | 69 | -22  |
| 16   | Newcastle United    | 41  | 38 | 11 | 8  | 19 | 45 | 68 | -23  |
| 17   | Sunderland          | 39  | 38 | 9  | 12 | 17 | 41 | 54 | -13  |
| 18   | Wigan Athletic C    | 36  | 38 | 9  | 9  | 20 | 47 | 73 | -26  |
| 19   | Reading P           | 28  | 38 | 6  | 10 | 22 | 43 | 73 | -30  |
| 20   | Queens Park Rangers | 25  | 38 | 4  | 13 | 21 | 30 | 60 | -30  |

Qualifications européennes
Ligue des champions 2013-2014
- 1er 2e et 3e : phase de groupes
- 4e : tour de barrages pour non-champions

Ligue Europa 2013-2014
- C : phase de groupes
- 5e : tour de barrages
- L : 3e tour de qualification

Relégation
- 18e, 19e et 20e : relégation en Championship

Abréviations
- T : Tenant du titre
- C : Vainqueur de la FA Cup 2012-2013
- L : Vainqueur de la Coupe de la Ligue 2012-2013
- S : Vainqueur du Community Shield 2012
- P : Promus de Championship

### Ligue des Champions

#### Phase de groupes

##### Classement
| Rang | Équipe            | Pts | J | G | N | P | Bp | Bc | Diff |  | Résultats (▼ dom., ► ext.) | Drapeau de l'Angleterre | Drapeau de la Turquie | Drapeau de la Roumanie | Drapeau du Portugal |
| ---- | ----------------- | --- | - | - | - | - | -- | -- | ---- |  | -------------------------- | ----------------------- | --------------------- | ---------------------- | ------------------- |
| 1    | Manchester United | 12  | 6 | 4 | 0 | 2 | 9  | 6  | +3   |  | Manchester United          |                         | 1-0                   | 0-1                    | 3-2                 |
| 2    | Galatasaray       | 10  | 6 | 3 | 1 | 2 | 7  | 6  | +1   |  | Galatasaray                | 1-0                     |                       | 1-1                    | 0-2                 |
| 3    | CFR Cluj          | 10  | 6 | 3 | 1 | 2 | 9  | 7  | +2   |  | CFR Cluj                   | 1-2                     | 1-3                   |                        | 3-1                 |
| 4    | Sporting Braga    | 3   | 6 | 1 | 0 | 5 | 7  | 13 | -6   |  | Sporting Braga             | 1-3                     | 1-2                   | 0-2                    |                     |

Source : uefa.com

## Statistiques

### Meilleurs buteurs
Inclut uniquement les matches officiels. La liste est classée par numéro de maillot lorsque le total des buts est égal.
| R  | No. | Pos | Nat | Nom                  | Premier League | Coupe d'Angleterre | Coupe de la Ligue | Ligue des champions | Total |
| -- | --- | --- | --- | -------------------- | -------------- | ------------------ | ----------------- | ------------------- | ----- |
| 1  | 20  | ATT |     | Robin van Persie     | 26             | 1                  | 0                 | 3                   | 30    |
| 2  | 14  | ATT |     | Javier Hernández     | 10             | 4                  | 1                 | 3                   | 18    |
| 3  | 10  | ATT |     | Wayne Rooney         | 12             | 3                  | 0                 | 1                   | 16    |
| 4  | 26  | MIL |     | Shinji Kagawa        | 6              | 0                  | 0                 | 0                   | 6     |
| 5  | 11  | MIL |     | Ryan Giggs           | 2              | 1                  | 2                 | 0                   | 5     |
| 6  | 3   | DEF |     | Patrice Évra         | 4              | 0                  | 0                 | 0                   | 4     |
| 6  | 6   | DEF |     | Jonny Evans          | 3              | 0                  | 0                 | 1                   | 4     |
| 6  | 23  | MIL |     | Tom Cleverley        | 2              | 1                  | 1                 | 0                   | 4     |
| 9  | 2   | DEF |     | Rafael               | 3              | 0                  | 0                 | 0                   | 3     |
| 9  | 17  | MIL |     | Nani                 | 1              | 1                  | 1                 | 0                   | 3     |
| 11 | 8   | MIL |     | Anderson             | 1              | 0                  | 1                 | 0                   | 2     |
| 11 | 16  | MIL |     | Michael Carrick      | 1              | 0                  | 0                 | 1                   | 2     |
| 11 | 19  | ATT |     | Danny Welbeck        | 1              | 0                  | 0                 | 1                   | 2     |
| 11 | 28  | DEF |     | Alexander Büttner    | 2              | 0                  | 0                 | 0                   | 2     |
| 14 | 5   | DEF |     | Rio Ferdinand        | 1              | 0                  | 0                 | 0                   | 1     |
| 14 | 7   | MIL |     | Antonio Valencia     | 1              | 0                  | 0                 | 0                   | 1     |
| 14 | 15  | DEF |     | Nemanja Vidić        | 1              | 0                  | 0                 | 0                   | 1     |
| 14 | 22  | MIL |     | Paul Scholes         | 1              | 0                  | 0                 | 0                   | 1     |
| 14 | 24  | MIL |     | Darren Fletcher      | 1              | 0                  | 0                 | 0                   | 1     |
| 14 | 25  | MIL |     | Nick Powell          | 1              | 0                  | 0                 | 0                   | 1     |
|    |     |     |     | Buts contre son camp | 6              | 0                  | 0                 | 1                   | 7     |
|    |     |     |     | TOTAUX               | 86             | 11                 | 6                 | 11                  | 114   |

Mise à jour : 19 mai 2013

Source : Rapports de matches officiels

### Discipline
Inclut uniquement les matches officiels. La liste est classée par numéro de maillot lorsque le total des cartons est égal.
| R  | No. | Pos | Nat                                                   | Nom               | Premier League | Premier League | Coupe d'Angleterre | Coupe d'Angleterre | Coupe de la Ligue | Coupe de la Ligue | Ligue des champions | Ligue des champions | Total  | Total        |
| R  | No. | Pos | Nat                                                   | Nom               | Averti         | Carton rouge   | Averti             | Carton rouge       | Averti            | Carton rouge      | Averti              | Carton rouge        | Averti | Carton rouge |
| 1  | 2   | DEF | Drapeau du Brésil                                     | Rafael            | 6              | 1              | 0                  | 0                  | 0                 | 0                 | 2                   | 0                   | 8      | 1            |
| 2  | 17  | MIL | Drapeau du Portugal                                   | Nani              | 1              | 0              | 0                  | 0                  | 1                 | 0                 | 0                   | 1                   | 2      | 1            |
| 3  | 22  | MIL | Drapeau de l'Angleterre                               | Paul Scholes      | 7              | 0              | 2                  | 0                  | 0                 | 0                 | 1                   | 0                   | 10     | 0            |
| 4  | 20  | ATT | Drapeau des Pays-Bas                                  | Robin van Persie  | 6              | 0              | 0                  | 0                  | 0                 | 0                 | 2                   | 0                   | 8      | 0            |
| 5  | 10  | ATT | Drapeau de l'Angleterre                               | Wayne Rooney      | 7              | 0              | 0                  | 0                  | 0                 | 0                 | 0                   | 0                   | 7      | 0            |
| 6  | 7   | MIL | Drapeau de l'Équateur                                 | Antonio Valencia  | 5              | 0              | 0                  | 0                  | 0                 | 0                 | 1                   | 0                   | 6      | 0            |
| 7  | 3   | DEF | Drapeau de la France                                  | Patrice Évra      | 3              | 0              | 0                  | 0                  | 0                 | 0                 | 2                   | 0                   | 5      | 0            |
| 8  | 4   | DEF | Drapeau de l'Angleterre                               | Phil Jones        | 4              | 0              | 0                  | 0                  | 0                 | 0                 | 0                   | 0                   | 4      | 0            |
| 8  | 15  | DEF | Drapeau de la Serbie                                  | Nemanja Vidić     | 2              | 0              | 1                  | 0                  | 0                 | 0                 | 1                   | 0                   | 4      | 0            |
| 8  | 16  | MIL | Drapeau de l'Angleterre                               | Michael Carrick   | 3              | 0              | 0                  | 0                  | 0                 | 0                 | 1                   | 0                   | 4      | 0            |
| 11 | 5   | DEF | Drapeau de l'Angleterre                               | Rio Ferdinand     | 2              | 0              | 0                  | 0                  | 0                 | 0                 | 1                   | 0                   | 3      | 0            |
| 12 | 6   | DEF | Drapeau de l'Irlande du Nord (drapeau du Royaume-Uni) | Jonny Evans       | 2              | 0              | 0                  | 0                  | 0                 | 0                 | 0                   | 0                   | 2      | 0            |
| 12 | 12  | DEF | Drapeau de l'Angleterre                               | Chris Smalling    | 1              | 0              | 0                  | 0                  | 0                 | 0                 | 1                   | 0                   | 2      | 0            |
| 12 | 23  | MIL | Drapeau de l'Angleterre                               | Tom Cleverley     | 1              | 0              | 1                  | 0                  | 0                 | 0                 | 0                   | 0                   | 2      | 0            |
| 14 | 8   | MIL | Drapeau du Brésil                                     | Anderson          | 1              | 0              | 0                  | 0                  | 0                 | 0                 | 0                   | 0                   | 1      | 0            |
| 14 | 11  | MIL | Drapeau du pays de Galles                             | Ryan Giggs        | 0              | 0              | 0                  | 0                  | 1                 | 0                 | 0                   | 0                   | 1      | 0            |
| 14 | 14  | ATT | Drapeau du Mexique                                    | Javier Hernández  | 1              | 0              | 0                  | 0                  | 0                 | 0                 | 0                   | 0                   | 1      | 0            |
| 14 | 18  | MIL | Drapeau de l'Angleterre                               | Ashley Young      | 1              | 0              | 0                  | 0                  | 0                 | 0                 | 0                   | 0                   | 1      | 0            |
| 14 | 19  | ATT | Drapeau de l'Angleterre                               | Danny Welbeck     | 1              | 0              | 0                  | 0                  | 0                 | 0                 | 0                   | 0                   | 1      | 0            |
| 14 | 26  | MIL | Drapeau du Japon                                      | Shinji Kagawa     | 1              | 0              | 0                  | 0                  | 0                 | 0                 | 0                   | 0                   | 1      | 0            |
| 14 | 28  | DEF | Drapeau des Pays-Bas                                  | Alexander Büttner | 1              | 0              | 0                  | 0                  | 0                 | 0                 | 0                   | 0                   | 1      | 0            |
| 14 | 31  | DEF | Drapeau de l'Angleterre                               | Scott Wootton     | 0              | 0              | 0                  | 0                  | 1                 | 0                 | 0                   | 0                   | 1      | 0            |
| 14 | 38  | DEF | Drapeau de l'Angleterre                               | Michael Keane     | 0              | 0              | 0                  | 0                  | 1                 | 0                 | 0                   | 0                   | 1      | 0            |
|    |     |     |                                                       | TOTAUX            | 56             | 1              | 4                  | 0                  | 4                 | 0                 | 12                  | 1                   | 76     | 2            |

Mise à jour : 19 mai 2013

Source : Rapports de matches officiels

### Total
| Matches joués                 | 54 (38 Premier League, 6 Coupe d'Angleterre, 2 Coupe de la Ligue, 8 Ligue des champions) |
| Matches gagnés                | 36 (28 Premier League, 3 Coupe d'Angleterre, 1 Coupe de la Ligue, 4 Ligue des champions) |
| Matches nuls                  | 8 (5 Premier League, 2 Coupe d'Angleterre, 1 Ligue des champions) |
| Matches perdus                | 10 (5 Premier League, 1 Coupe d'Angleterre, 1 Coupe de la Ligue, 3 Ligue des champions) |
| Buts marqués                  | 114 (86 Premier League, 11 Coupe d'Angleterre, 6 Coupe de la Ligue, 11 Ligue des champions) |
| Buts concédés                 | 65 (43 Premier League, 7 Coupe d'Angleterre, 6 Coupe de la Ligue, 9 Ligue des champions) |
| Différence de buts            | +49 (+43 Premier League, +4 Coupe d'Angleterre, 0 Coupe de la Ligue, +2 Ligue des champions) |
| Matches sans encaisser de but | 15 (13 Premier League, 1 Coupe d'Angleterre, 1 Ligue des champions) |
| Cartons jaunes                | 76 (56 Premier League, 4 Coupe d'Angleterre, 4 Coupe de la Ligue, 12 Ligue des champions) |
| Cartons rouges                | 2 (1 Premier League, 1 Ligue des champions) |
| Pire discipline               | Rafael (8 - 1 ) |
| Meilleur résultat             | Victoire 4 – 0 (Domicile) contre Wigan Athletic – Premier League – 15 septembre 2012 Victoire 4 – 0 (Extérieur) contre Wigan Athletic – Premier League – 1er janvier 2013 Victoire 4 – 0 (Domicile) contre Norwich City – Premier League – 2 mars 2013 |
| Pire résultat                 | Défaite 4 – 5 (Extérieur) contre le Chelsea – Coupe de la Ligue – 31 octobre 2012 |
| Meilleur buteur               | Robin van Persie (30 buts) |

Mise à jour : 19 mai 2013

Source : Rapports de matches officiels